# Thomas Rüst
Thomas Rüst (* 23. Februar 1952) ist ein Schweizer Journalist und Autor.

## Leben
Der in St. Gallen aufgewachsene Thomas Rüst studierte von 1971 bis 1976 an der Universität Zürich Jus.
Von 1977 bis 1986 arbeitete Rüst beim Tages-Anzeiger in Zürich, zunächst in der Lokalredaktion (bis 1982), danach als Korrespondent in Bonn.
Von 1986 bis 1987 war er Ressortleiter Inland des Schweizer Radio DRS (seit 2011 Schweizer Radio und Fernsehen (SRF)) in Bern und von 1987 bis 1988 Redaktor der SonntagsZeitung in Zürich. In den Jahren 1989 bis 2006 arbeitete er zunächst bis 1991 als Wirtschaftsredaktor und anschließend bis 1999 als Korrespondent in Washington, D.C. und zuletzt in von 2000 bis 2002 als stellvertretender Chefredaktor in Zürich erneut für den Tages-Anzeiger. Dabei fungierte er von 2002 bis 2006 als Chef vom Dienst der Redaktion.
Nach seinem Abschied arbeitete Thomas Rüst bis 2010 beim Schweizer Radio und Fernsehen und war dort Mitbegründer des Programms „DRS 3 Wirtschaft“ (später: „SRF 3 Wirtschaft“) von Radio SRF 3.
Nach der Frühpensionierung im Jahr 2010 lebte er bis März 2014 zusammen mit seiner Frau auf dem gemeinsamen Segelboot „Miranda II“, einer Ovni 35. 2012 schrieb Thomas Rüst in Lissabon den Roman „Bens Fukushima“, der im März 2014 bei Edition 8 in Zürich erschienen ist.
Thomas Rüst ist  verheiratet und lebt in der Schweiz.